# Meaning of Life
Meaning of Life (рус. Смысл жизни) — восьмой студийный альбом американской певицы Келли Кларксон, вышедший 27 октября 2017 года.
Meaning of Life стал первым диском певицы, выпущенным лейблом Atlantic Records, с которым она подписала контракт по истечении договора с RCA Records, записавшим все альбомы Кларксон. После переиздания альбома Piece by Piece и выхода сборника ремиксов, Келли Кларксон выполнила свою часть контракта с RCA Records и 19 Recordings, который она подписала сразу же после своей победы в первом сезоне телешоу American Idol в 2002 году. Руководство RCA собиралось продлить контракт и предложило певице договор на три новых альбома с выплатой по 1 миллиону долларов за каждый (по условиям предыдущего контракта, певица получала по 500 тысяч за альбом). Ролдюсеры полагали, что Келли Кларксон уладит свои существующие разногласия с 19 Recordings и продюсером Клайвом Дэвисом, и это не помешает ей переподписать контракт.
Келли Кларксон, тем не менее, не спешила с решением о переподписании, а в одном из интервью сравнила свои отношения с RCA c «браком по расчёту». В результате, представители лейбла Atlantic Records предложили ей длительный контракт с большей свободой творчества. 24 июня 2016 года прозвучало официальное заявление о переходе Кларксон на Atlantic Records, где она незамедлительно начала работать над новым альбомом в стиле соул и R&B (в то время как на RCA у неё не было такой возможности, а записи сводились преимущественно к стилю поп-рок). Певица заявила, что материал для нового альбома напоминает ей песни, которые она исполняла во время участия в American Idol, и отметила, что диск станет «новым и свежим», а сама она чувствует себя «совершенно новым исполнителем».
Для того, чтобы обновить звучание песен, Келли Кларксон встретилась с несколькими разными авторами песен и показала им несколько треков в стиле соул. Певица отметила, что такие встречи дали ей возможность познать «иной творческий процесс», поскольку из-за семейной жизни у неё не было возможности создавать свои собственные песни, но она всё равно пыталась это делать.
Выход Meaning of Life был назначен на 27 октября 2017 года, ранее дата была назначена на июнь, но в итоге её перенесли на осень. Первым синглом с альбома стала песня «Love So Soft», ставшая своеобразной данью классическому R&B-жанру, но со свежим звучанием. В один день с «Love So Soft» в качестве сингла вышла песня «Move You». В альбом вошла песня «Whole Lotta Woman», рассказывающая о жизни женщин в южных штатах; в записи музыки приняли участие музыканты группы Earth, Wind & Fire. Песня «Medicine» является отсылкой к музыке 90-х годов, в частности она созвучна с песней Мэрайи Кэри «Emotions». В балладе «I Don’t Think About You» отражён процесс ухода с лейбла RCA. Песню «Slow Dance» Келли Кларксон назвала «самой сексуальной вещью» с альбома. Финальный трек «Go High» вдохновлён знаменитой цитатой из речи Мишели Обамы «When they go low, we go high».

## Список композиций
| №                   | Название                   | Автор(ы)                                                                                              | Продюсер(ы)                                | Длительность |
| ------------------- | -------------------------- | --- | ------------------------------------------ | ------------ |
| 1.                  | «A Minute (Intro)»         | Andre Davidson Sean Davidson Jim McCormick Katie Pearlman                                             | The Monarch                                | 1:08         |
| 2.                  | «Love So Soft»             | Jesse Shatkin Priscilla Renea Maureen "Mozella" McDonald                                              | Shatkin Mozella [a] Renea [a]              | 2:52         |
| 3.                  | «Heat»                     | A. Davidson S. Davidson Jessica Ashley Karpov Michael Pollack Mick Schultz                            | Schultz The Monarch Shatkin [a] Karpov [a] | 3:10         |
| 4.                  | «Meaning of Life»          | Shatkin Ilsey Juber James Morrison Catchpole                                                          | Shatkin                                    | 3:51         |
| 5.                  | «Move You»                 | Nick Ruth Amy Kuney Molly Kate Kestner                                                                | Ruth                                       | 3:22         |
| 6.                  | «Whole Lotta Woman»        | Kelly Clarkson Jussi Karvinen Denisia "Blu June" Andrews Brittany "Chi" Coney Evon Barnes Jr. Shatkin | Shatkin Jussifer Novawav Fade Majah        | 2:53         |
| 7.                  | «Medicine»                 | Schultz Karpov                                                                                        | Schultz Karpov [a]                         | 3:09         |
| 8.                  | «Cruel»                    | A. Davidson S. Davidson Karpov Pat Linehan                                                            | Jason Halbert                              | 3:05         |
| 9.                  | «Didn't I»                 | A. Davidson S. Davidson Audra Mae Pearlman                                                            | The Monarch Shatkin                        | 3:38         |
| 10.                 | «Would You Call That Love» | Clarkson Greg Kurstin                                                                                 | Kurstin                                    | 2:58         |
| 11.                 | «I Don't Think About You»  | A. Davidson S. Davidson Pollack Karpov                                                                | The Monarch Pollack [b]                    | 3:44         |
| 12.                 | «Slow Dance»               | Ruth Kuney Kestner                                                                                    | Ruth                                       | 3:40         |
| 13.                 | «Don't You Pretend»        | Clarkson Shatkin McDonald                                                                             | Shatkin                                    | 3:13         |
| 14.                 | «Go High»                  | Clarkson Shatkin McDonald                                                                             | Shatkin                                    | 3:25         |
| Общая длительность: | Общая длительность:        | Общая длительность:                                                                                   | Общая длительность:                        | 44:08        |

| №                   | Название                           | Remix producer      | Длительность |
| ------------------- | ---------------------------------- | ------------------- | ------------ |
| 15.                 | «Love So Soft» (Cash Cash Remix)   | Cash Cash           | 4:16         |
| 16.                 | «Love So Soft» (Ryan Riback Remix) | Ryan Riback         | 3:07         |
| Общая длительность: | Общая длительность:                | Общая длительность: | 51:31        |

Заметки
- ↑  означает вокальный продюсер
- ↑  значит дополнительный продюсер

## Позиции в чартах
| Чарт (2017–2018)                      | Высшая позиция |
| ------------------------------------- | -------------- |
| Австралия (ARIA)                      | 6              |
| Австрия (Ö3 Austria)                  | 27             |
| Бельгия/Фландрия (Ultratop)           | 42             |
| Бельгия/Валлония (Ultratop)           | 115            |
| Канада (Canadian Albums Chart)        | 4              |
| Нидерланды (Album Top 100)            | 35             |
| Франция (SNEP)                        | 138            |
| Германия (Offizielle Top 100)         | 32             |
| Ирландия (IRMA)                       | 18             |
| Япония (Oricon)                       | 223            |
| Новая Зеландия (RMNZ)                 | 21             |
| Шотландия (Scottish Albums Chart)     | 10             |
| Республика Корея (Circle)             | 67             |
| Испания (PROMUSICAE)                  | 47             |
| Швейцария (Schweizer Hitparade)       | 19             |
| Великобритания (UK Albums Chart)      | 11             |
| США (Billboard 200)                   | 2              |
| США (Billboard Top Tastemaker Albums) | 16             |

| Чарт (2018)                     | Позиция |
| ------------------------------- | ------- |
| (Top Album Sales, Billboard)    | 89      |
| (Top Current Albums, Billboard) | 79      |

## История выпуска
| Страна       | Дата            | Форматы                          | Лейбл    | Номер каталога | Прим.  |
| ------------ | --------------- | -------------------------------- | -------- | -------------- | ------ |
| Во всем мире | 27 октября 2017 | CD digital download LP streaming | Atlantic | 563941-2       | [ 26 ] |
| Япония       | 27 октября 2017 | CD digital download LP streaming | Atlantic | WPCR-17920     | [ 26 ] |
| Во всем мире | 4 мая 2018      | Limited edition LP               | Atlantic | 567235-2       | [ 47 ] |